# District de Raiymbek
Le district de Raiymbek (kazakh : Райымбек ауданы) est un district de l’oblys d'Almaty au Kazakhstan. 

## Histoire
En 2018, une partie du territoire a été transférée dans le nouveau district de Kegen et le chef-lieu déplacé de Kegen à Narynkol.

## Géographie
Le centre administratif du district est, depuis 2018, la ville de Narynkol.  Kegen.
Le district, avant la création du district de Kegen, avait une population estimée de 79 624 habitants en 2013.